# Takafumi Kawabata
Takafumi Kawabata (jap. 川端 隆普実, Kawabata Takafumi; * 26. Juni 1954) ist ein ehemaliger japanischer Skispringer.

## Werdegang
Kawabata gab sein internationales Debüt bei der Vierschanzentournee 1972/73. Da diese aber durchweg erfolglos verlief, zog er sich noch einmal für über sechs Jahre aus dem internationalen Sprungbereich zurück und startete nur noch auf nationaler Ebene. Bei der Nordischen Skiweltmeisterschaft 1978 in Lahti erreichte den 40. Platz auf der Normal- und den 41. Platz auf der Großschanze. Am 27. Dezember 1979 gab er sein Debüt im neu geschaffenen Skisprung-Weltcup. Dabei erreichte er bereits im ersten Springen in Cortina d’Ampezzo mit Platz 7 einen Platz unter den besten zehn. Auch die weitere Saison verlief für ihn erfolgreich. In seinem letzten Weltcup-Springen in seiner Heimat Sapporo erreichte er mit Platz 4 das beste Resultat seiner Karriere. Am Ende der Saison stand er dadurch auf dem 29. Platz in der Weltcup-Gesamtwertung.
Kawabata beendete seine aktive Skisprungkarriere mit dem Start bei den Olympischen Winterspielen 1980 in Lake Placid. Dabei erreichte er von der Normalschanze den 29. Platz und sprang auf der Großschanze auf Platz 32.

## Erfolge

### Weltcup-Platzierungen
| Saison  | Platz | Punkte |
| ------- | ----- | ------ |
| 1979/80 | 29.   | 35     |